# Tri skrivnosti Drekca Pekca in Pukca Smukca
Tri skrivnosti Drekca Pekca in Pukca Smukca je tretja knjiga iz zbirke o dogodivščinah Drekca Pekca in Pukca Smukca. Kot tudi obe knjigi pred njo ima tri poglavja, ki so tokrat posvečena vsako eni skrivnosti.

## O avtorju
Dim Zupan se je rodil 19.2.1946 v Ljubljani, kjer živi in ustvarja, ima status samostojnega kulturnega delavca. Napisal je že več kot 20 knjig, večina izmed njih sodi v mladinsko in otroško književnost. Poleg sveže tematike ga odlikuje kar se da izviren pripovedni slog ter poseben odnos do otrok in mladine. Po njegovem so otroci majhni odrasli, ki jim sicer manjkajo izkušnje, vendar meni, da so sposobni dojemati zapletene strani življenja. 
Zupan je dokončal študija prava, a ima od leta 1992 status svobodnega kulturnega delavca – pisatelja.  Že njegov oče, Vitomil Zupan, je bil znan pisatelj. Ko je začel pisati, je sodeloval z Manco Košir, kateri je dal prebrati delo Prvi dan Drekca Pekca in Pukca Smukca.  Le ta je bila nad delom navdušena.  Ko je dopolnil delo, je knjigo Trije dnevi Drekca Pekca in Pukca Smukca izdala Mladinska knjiga. 
Knjigi Trnovska mafija in Trnovska mafija drugič sta izšli leta 1992 in 1997, obe sta posvečeni hčerki Maji.  Nastala je tudi tretja knjiga, Trnovska mafija – v tretje gre rado (2003).
Zadnjo skupino Zupanovega ustvarjanja tvorijo štiri knjige kratkih zgodb: Maščevanje strašne juhice (1997), Maja že ve (2002), Najboljša flinta je dobra finta (2002) in Osica Maja (2004).

## Interpretacija besedila
V prvem poglavju izvemo, da se te tri skrivnosti navezujejo na Tinine nočne more. O njih se je želela pogovoriti s Prijateljem in tako so nekega popoldneva odšli na Dolgi travnik Drekec Pekec in Pukec Smukec ter Tina in Nikica. Ker sta bila tudi fanta poleg, ko je deklica zaupala svoje sanje, so to postale tri skrivnosti, ki so jih morali rešiti. Tako se najprej odpravijo na visoko goro, in sicer na Šmarno goro. Tako so se znebili prve skrivnosti. V prvem poglavju pa prijatelji izvedo tudi, da je znova ogrožen njihov preljubi Becirk, saj na njem nameravajo zgraditi veliko gostilno. Tako se tudi začne boj za ohranitev Becirka, ki ga vodi zelo zagreto štrebar Jožek.
Drugo poglavje je posvečeno drugi skrivnosti. Tako so se Tina, Nikica, Drekec Pekec in Pukec Smukec namenili na Bled, kjer je velika voda in bi se Tina rešila še enega dela svojim sanj. Vendar pa ni šlo vse tako kot so načrtovali, saj jih na izlet pospremila še Tinina mama. Kljub temu, da niso odšlo sami, pa so se imeli zelo lepo in se niti niso tako pritoževali nad prisotnostjo ene odrasle osebe. Pred izletom sta se Drekec Pekec in Pukec Smukec posvetovala s prijateljem, kako bi rešila Becirk in se lotila reševanja. Nikica je obiskala živalski vrt skupaj z Tino, Tevžem in Tinetom. Tam se je pogovarjala z živalmi, saj je še dovolj majhna, da to lahko počne. Le ta tega ostali ne morejo razumeti, in je bila Tina jezna nanjo, ker ne gleda živali tako kot ostali, ampak hodi za ograjo.
Tretje poglavje je še najbolj posvečeno reševanju Becirka. Drekec Pekec in Pukec Smukec po navodilih Prijatelja obiščeta Zavod za spomeniško varstvo in s svojim znanjem navdušita dr. Bučarja. Tako na koncu skupaj z njim in Prijateljem rešijo Becirk, saj ugotovijo, da je hiša, v kateri živita debeli Tona in maneken Jože, potrebna ohranitve, saj so jo v času Ljubljanskega kongresa obiskali cesarja in kralj.

## Analiza besedila
Kraj dogajanja je še vedno Ljubljana z okolico. Osebe so znova enake: glavna junaka Drekec Pekec in Pukec Smukec ter njuni prijatelji Tina, Nikica, Tine, Tevž, štrebar Jožek… Tudi tokrat ima pomembno vlogo Prijatelj na Dolgem travniku, ki Drekcu Pekcu in Pukcu Smukcu svetuje, kako bi lahko rešili njihov Becirk. Osebam se je pridružil še dr. Bučar, ki pa je bil pomemben pri ohranitvi hiše.

## Mladinska dela Dima Zupana
- Osica Maja
- Onkraj srebrne mavrice
- Trnovska mafija
- Trnovska mafija drugič
- Najboljša flinta je dobra finta
- Maja že ve
- Hektor in ribja usoda
- Tolovajevo leto
- Trije dnevi Drekca Pekca in Pukca Smukca
- Tri noči Drekca Pekca in Pukca Smukca
- Tri zvezdice Drekca Pekca in Pukca Smukca
- Tri spoznanja Drekca Pekca in Pukca Smukca
- Deklica za ogledalom